# Конвой свободы
«Конвой свободы» (англ. Freedom Convoy, фр. Convoi de la liberté) — протесты в Канаде в январе — феврале 2022 года, которые начались с протеста водителей грузовиков против вакцинных паспортов.

## Причины конфликта
15 января вступило в силу распоряжение Правительства Трюдо о требовании паспорта вакцинации при пересечении границы с США. Это вызвало протест среди некоторых водителей грузовиков. При этом по данным организации водителей грузовиков Canadian Trucking Alliance (CTA) 85 % из 120 тысяч канадских водителей грузовиков вакцинированы.

## Хроника событий
- 22 января — акция стартовала 22 января в Принс-Руперт, Принс-Джордж (Британская Колумбия).
- 23 января — выход из Ванкувера 500 грузовиков.
- 26 января — премьер Д. Трюдо назвал участников конвоя «маргинальным меньшинством»[3].
- 29 января — водители прибыли в столицу страны Оттаву. Основное требование — отменить все ограничения, введённые в связи с пандемией. К протесту присоединились активисты из индейцев.
- 30 января — продолжение протеста в Оттаве. На дорогах к центру Оттавы заблокированы многие автомобили протестующих.
- 31 января — водители грузовиков заблокировали в обе стороны трассу, соединяющую с США. К 31 января на платформе народного финансирования GoFundMe собрано более 9 миллионов канадских долларов на поддержку участников протеста[4].
- 1 февраля — продолжение протеста в Оттаве.
- GoFundMe удалила сбор средств в поддержку конвоя со своего сайта.
- 5 февраля юристы канадского «Конвоя свободы» требуют, чтобы краудфандинговая платформа GoFundMe разморозила сбор средств для протестующих[5]. На сайте другой краудфайдинговой организации GiveSendGo начали новый сбор средств для конвоя свободы[6].
- Мэр Оттавы вечером 6 февраля ввёл в столице режим ЧС.
- 7 февраля Трюдо принял участие в дебатах в парламенте о положении в стране[7][8].
- С 8 февраля блокирован мост Амбассадор, мост через реку Детройт, через который проходит примерно четверть грузооборота США/Канада.
- 11 февраля в штате Онтарио объявлен режим ЧС.
- 12 февраля Трюдо поговорил по телефону с Байденом, привлечение военных по-прежнему не рассматривается[9]. Ветераны ВС Канады разобрали забор у Мемориала павшим и провели поминовение.
- Демонстранты продолжают удерживать центр Оттавы и погранпереходы с США, мирно призывают правительство Трюдо уйти «в отставку несмотря на то, что большинство мер было введено местными властями, а не федеральными»[10].
- 13 февраля — Полиция, выполняя решение суда Онтарио, разблокировала мост Амбассадор, неделю закрытый дальнобойщиками[11].

### События после введения ЧП
- 14 февраля — Трюдо объявил по всей стране чрезвычайное положение[12]. ЧП вступает в силу немедленно, должно быть в течение 7 дней утверждено Парламентом и действует 30 дней.
- 15 февраля — глава полиции Оттавы Питер Слоли[англ.] подал в отставку[13].
- 16 февраля — Конвой призвал провести Неделю без работы 21-27 февраля[14]. Полиция начала раздавать участникам конвоя предупреждения о криминальной ответственности и штрафах в случае неподчинения, с требованием немедленно покинуть место манифестации. В уведомлении говорится: «Вы должны немедленно покинуть это место… Любой, кто блокирует улицы или помогает другим блокировать улицы, совершает уголовное преступление, и вы можете быть арестованы. Вы должны немедленно прекратить дальнейшую незаконную деятельность, иначе вам будут предъявлены обвинения»[15]. Конвой остается на месте.
- 17 февраля — Трюдо не обсуждает снятие ковидных ограничений и продолжает угрожать демонстрантам введением в действие закона о чрезвычайной ситуации. Для вступления в силу закона правительство должно в течение 7 дней представить его на рассмотрение парламента[16].
- Лидер консерваторов в парламенте К. Берген объявила, что её партия будет голосовать против[17].
- Угроза блокирования счетов граждан правительством без решения суда вызвала банковские бега. Пять крупнейших банков Канады[18] перешли в офф-лайн[19]:
  1. Королевский банк Канады,
  2. Toronto-Dominion Bank,
  3. Scotiabank,
  4. Банк Монреаля,
  5. Canadian Imperial Bank of Commerce.
- 18 февраля — продолжается протест в Оттаве, грузовики стоят на местах. Арест полицией лидеров конвоя: Тамары Лич и ранее Криса Барбера.
- 19 февраля — полиция продолжает вытеснять протестантов с подступов к парламенту, вывозит автомобили. За прошлый день, 18 февраля, арестовано 100 протестующих. По меньшей мере 76 банковских счетов протестующих с общей суммой 3 200 000 долларов были заморожены[20]. Большинство замороженных банковских счетов были разблокированы к 23 февраля[21].
- 21 февраля — Парламент Канады большинством голосов поддержал использование премьер-министром страны чрезвычайных полномочий для подавления акции протеста дальнобойщиков[22].
- 7 марта — Тамара Лич, после повторной апелляции, освобождена под залог.

## Реакция
- Либеральная и Новая демократическая партии осудили конвой, а премьер-министр Джастин Трюдо отказался встречаться с участниками протестов. После того, как лидер Консервативной партии Эрин О’Тул выступил с заявлениями, дистанцирующимися от конвоя, он был смещён с должности лидера партии, временным лидером избрана К. Берген и 4 февраля было объявлено о процессе выборов нового лидера партии. Из видных политиков-консерваторов поддержку конвою с самого начала высказал Пьер Пуальевр, парламентский финансовый критик от оппозиции, претендующий на должность лидера партии. Также конвой поддержала непарламентская Народная партия Канады.
- Премьеры провинций в целом осудили конвой, за исключением премьер-министра Саскачевана Скотта Мо, который выступил в его поддержку. Консервативный премьер-министр Онтарио Даг Форд не допустил конвой в Торонто, крупнейший город Канады, на том основании, что грузовики создали бы проблемы для внутригородского движения и порядка, однако в городе состоялись крупные манифестации в поддержку конвоя, которым провинциальные и городские власти не препятствовали.
- Консервативный премьер провинции Альберта Джейсон Кенни, изначально поддерживавший смягчение ограничений, связанных с обязательной вакцинацией, столкнулся с непростой ситуацией, когда часть участников протеста блокировала один из пограничных переходов с США, через который проходила большая часть грузов[23].
- CBC последовательно выступает с резким осуждением конвоя. В его поддержку высказываются некоторые газеты группы Postmedia, из которых активнее других протест поддерживают National Post и Toronto Sun.
- Одним из ключевых организаторов «конвоя свободы», обеспечивающим его юридическую поддержку, выступил Центр правосудия за конституционные свободы[24][25].
- Конвой свободы поддержали Илон Маск[26][27][28] и Дональд Трамп[29].